# Marlboro Grand Prix 1990
Meadowlands Grand Prix 1990 var ett race som var den åttonde deltävlingen i PPG IndyCar World Series 1990. Racet kördes den 15 juli på Meadowlands Sport Complex. Michael Andretti tog sin tredje seger för säsongen, vilket förde upp honom på andraplats i mästerskapet bakom Rick Mears, som slutade tvåa i själva racet. Teo Fabi tog tredjeplatsen för Porsches fabriksstall, vilket var deras största framgång i serien.

## Slutresultat
| Plats | Förare                | Team                     | Grid | Kvaltid |
| ----- | --------------------- | ------------------------ | ---- | ------- |
| 1     | Michael Andretti      | Newman/Haas Racing       | 1    | 38,263  |
| 2     | Rick Mears            | Penske Racing            | 4    | 38,509  |
| 3     | Teo Fabi              | Porsche Motorsports      | 6    | 38,655  |
| 4     | Arie Luyendyk         | Doug Shierson Racing     | 15   | 39,562  |
| 5     | A.J. Foyt             | A.J. Foyt Enterprises    | 17   | 40,074  |
| 6     | Emerson Fittipaldi    | Marlboro Team Penske     | 3    | 38,475  |
| 7     | John Andretti         | Porsche Motorsports      | 12   | 39,351  |
| 8     | Dominic Dobson        | Bruce Leven Racing       | 10   | 39,317  |
| 9     | Scott Brayton         | Dick Simon Racing        | 9    | 38,981  |
| 10    | Tony Bettenhausen Jr. | Bettenhausen Motorsports | 27   | 41,421  |
| 11    | Al Unser Jr.          | Galles-Kraco Racing      | 8    | 38,883  |
| 12    | Michael Greenfield    | Greenfield Competition   | 24   | 40,701  |
| 13    | Raul Boesel           | Truesports Co.           | 11   | 39,331  |
| 14    | Danny Sullivan        | Marlboro Team Penske     | 5    | 38,602  |
| 15    | Roberto Guerrero      | Patrick Racing           | 19   | 40,235  |
| 16    | Hiro Matsushita       | Dick Simon Racing        | 25   | 40,794  |
| 17    | Scott Goodyear        | Doug Shierson Racing     | 16   | 39,994  |
| 18    | Pancho Carter         | Leader Cards Racing      | 22   | 40,407  |
| 19    | Dean Hall             | Dale Coyne Racing        | 21   | 40,366  |
| 20    | Jeff Wood             | Todd Walther Racing      | 26   | 40,806  |
| 21    | Eddie Cheever         | Chip Ganassi Racing      | 13   | 39,384  |
| 22    | Randy Lewis           | Arciero Racing           | 28   | 43,012  |
| 23    | Willy T. Ribbs        | Raynor Motorsports Group | 18   | 40,235  |
| 24    | Mario Andretti        | Newman/Haas Racing       | 2    | 38,402  |
| 25    | Bobby Rahal           | Galles-Kraco Racing      | 7    | 38,699  |
| 26    | Mike Groff            | Euromotorsport           | 14   | 39,486  |
| 27    | Tero Palmroth         | Dick Simon Racing        | 23   | 40,474  |
| 28    | Didier Theys          | Vince Granatelli Racing  | 20   | 40,277  |